# Willow Pill
Willow Patterson, művésznevén Willow Pill (Denver, 1995. január 22. –), amerikai drag-előadóművész. Leginkább a RuPaul – Drag Queen leszek! 2022- es 14. évadának győzteseként ismert. Ő Yvie Oddly drag huga, aki a Drag Race 11. évadának győztese volt, így ők az első drag nővérek, akik mindketten megnyerték a sorozat alapévadát.

## A kezdetekf
Patterson a Colorado állambeli Denverben nevelkedett, és a Coloradoi Állami Egyetemen tanult .

## Karrier

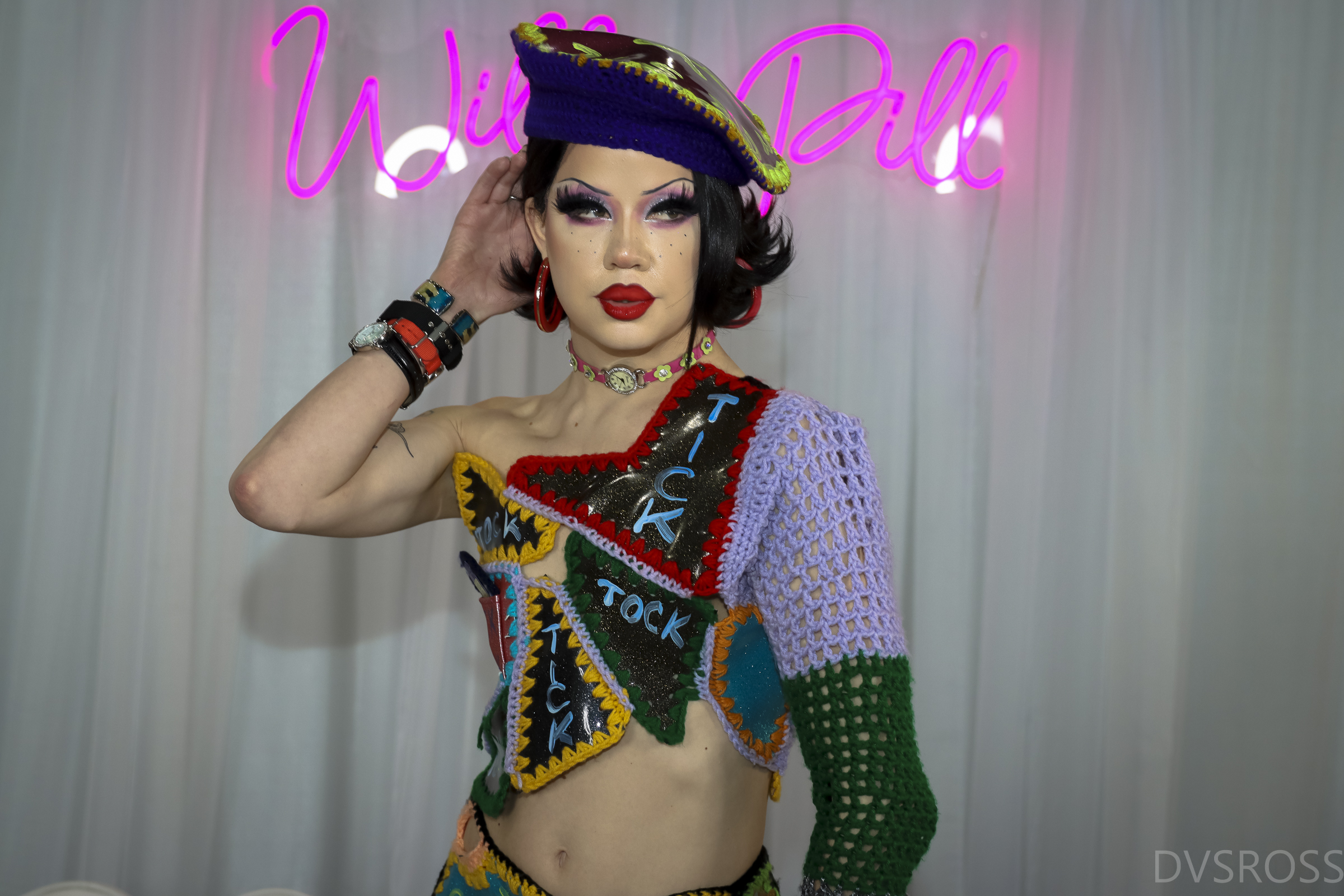
Willow Pill a RuPaul's DragCon LA-n, 2022

A KGNU -nak 2016-ban adott interjújában Willow Pill kifejtette, hogy a drag personája „a 41 és 14 keveréke. . . Kicsit megszállott vagyok a kis füvező lányokhoz, valamint az idősebb nőkhöz, például anyukákhoz, akik nem tudnak megpihenni."  Első fellépése a Coloradoi Állami Egyetemen drag show-ján volt, ahol "rózsaszín 90-es évekbeli háziasszony tréningruhát viselt, szemüveggel és gyöngy nyaklánccal". Komikus színdarabot adott elő, Missy Elliott és Gwen Stefani dalok keverékére táncolt.
2022-ben Willow Pill nagyobb feltűnést kapott a RuPaul – Drag Queen leszek! 14. évadában, ahol megnyerte a fő kihívást a harmadik epizódban, és 5000 dollár pénzdíjat kapott. A 7. epizódban a Snatch Game -ben nyújtott teljesítménye az utolsó hétbe helyezte, és részt kellett vennie egy lip sync bajnokságban a 8. epizódban. Az első fordulót megnyerte Bosco ellen. A 14. epizódban másodszor is alulmaradt, és „életéért lip syncelnie kellett” Angeria Paris VanMicheals ellen. Lady Gaga és Beyoncé" Telephone " című dalára szóló előadásukat követően, egyikük sem esett ki, így öt versenyző jutott a fináléba, ami az első alkalom volt a sorozatban.
2022. április 22-i évadzárón Willow Pill előadta az „I Hate People”  című dalt, és legyőzte Lady Camdent a Cher ABBA "Gimme! Gimme! Gimme! (A Man After Midnight)" coverjére és a szezon győztesének nyilvánították, 150 000 dollár pénzdíjjal jutalmazták, ami az eddigi legmagasabb összeg az alapévadon. Willow Pill egyben az első nyíltan transznemű személy, aki megnyerte a RuPaul – Drag Queen leszek! eredeti évadát az Egyesült Államokban, és a negyedik nyíltan transznemű versenyző, aki megnyerte a Drag Race franchise évadát a megkoronázásuk idején.

## Magánélet
Patterson életében cisztinózisban-al küzd, és a 14. évad  öt transznemű versenyzőjének egyikeként azonosítja magát. "A transzneműségembe hosszú ideig nem törődtem bele, mert olyan sok helyet foglalt el a betegségem” – írta Patterson egyik bejegyzésében. Angol nyelvben semleges névmásokat (they/them) használ.

## Filmográfia

### Televízió
| Év   | Cím                                      | Szerep    | Helyezés | Ref    |
| ---- | ---------------------------------------- | --------- | -------- | ------ |
| 2022 | RuPaul – Drag Queen leszek! ( 14. évad ) | Versenyző | Győztes  | [ 11 ] |
| 2022 | RuPaul Drag Race: Untucked               | Versenyző | Győztes  | [ 11 ] |

### Web sorozat
| Év   | Cím             | Szerep | Megjegyzések | Ref |
| ---- | --------------- | ------ | ------------ | --- |
| 2022 | Whatcha Packin' | Önmaga | Vendég       |     |
| 2022 | The Awardist    | Önmaga | Vendég       |     |
| 2022 | The Pit Stop    | Önmaga | Vendég       |     |
| 2022 | Folx Presents   | Önmaga | Vendég       |     |

### Zenevideók
| Év   | Cím             | Művész              | Ref    |
| ---- | --------------- | ------------------- | ------ |
| 2021 | "Sick Bitch"    | Yvie Oddly          | [ 12 ] |
| 2022 | "Taste So Good" | Weedmaps x Cann     | [ 13 ] |
| 2022 | "Angle"         | Társ Kornbread Jeté | [ 14 ] |

## Díjak és jelölések
| Év   | Díjátadó testület              | Kategória                                                                             | Munka              | Eredmények | Ref.   |
| ---- | ------------------------------ | ------------------------------------------------------------------------------------- | ------------------ | ---------- | ------ |
| 2022 | MTV Movie & TV Awards          | Legjobb valóságsztár                                                                  | RuPaul's Drag Race | Jelölt     | [ 15 ] |
| 2022 | Critics' Choice Real TV Awards | Legjobb szereplők forgatókönyv nélküli sorozatban (Megosztva a 14. évad szereplőivel) | RuPaul's Drag Race | Megnyert   | [ 16 ] |